# Bankdrukken op de Paralympische Zomerspelen 2016
Bankdrukken was een van de onderdelen van de Paralympische Zomerspelen 2016, die gehouden werden in Rio de Janeiro, van 7 tot en met 18 september. Het bankdrukken zelf vond plaats in het Riocentro, waar eerder dat jaar ook delen van de Olympische Zomerspelen waren afgewerkt.
Bankdrukken is de paralympische vorm van het Olympisch gewichtheffen. In 2016 was het een van de 23 sporten waarin medailles te verdienen waren. De 180 deelnemers waren verdeeld in 10 gewichtsklassen voor de mannen en 10 voor de vrouwen. In totaal namen 102 mannen deel en 78 vrouwen. Ten opzichte van de  Spelen van 2012 waren de meeste gewichtsklassen veranderd, dus in veel gevallen was er geen paralympisch record door een bankdrukker gezet, maar had het Internationaal Paralympisch Comité een record vastgesteld, wat niet altijd werd verbeterd. Elke deelnemer kreeg drie pogingen om een zo hoog mogelijk gewicht neer te zetten. In sommige gevallen werd er een vierde poging gedaan, maar die werd niet meegenomen in de uitslag voor de medailles. De vierde poging was enkel bedoeld om een nieuw wereld- of paralympisch record neer te zetten. In 13 gewichtsklassen werd er een nieuw wereldrecord gevestigd en in 19 gewichtsklassen werd een nieuw paralympisch record gevestigd. 

## Podia

### Mannen
| Gewichtklasse | Goud                | Zilver              | Brons                               |
| ------------- | ------------------- | ------------------- | ----------------------------------- |
| -49 kg        | VIE Cong Le Van     | JOR Omar Qarada     | HUN Nandor Tunkel                   |
| -54 kg        | NGR Roland Ezuruike | CHN Jian Wang       | GRE Dimitrios Bakochristos          |
| -59 kg        | EGY Sherif Osman    | GBR Ali Jawad       | CHN Quanxi Yang                     |
| -65 kg        | NGR Paul Kehinde    | CHN Peng Hu         | EGY Shaaban Ibrahim                 |
| -72 kg        | CHN Lei Liu         | IRQ Rasool Mohsin   | NGR Nnamdi Innocent                 |
| -80 kg        | IRI Majid Farzin    | CHN Xiaofei Gu      | UZB Akhror Bozorov                  |
| -88 kg        | UAE Mohammed Khalaf | BRA Evanio Da Silva | MGL Sodnompiljee Enkhbayar          |
| -97 kg        | EGY Mohamed Eldib   | CHN Dong Qi         | MEX Jose De Jesus Castillo Castillo |
| -107 kg       | GRE Pavlos Mamalos  | EGY Mohamed Ahmed   | IRI Ali Sadeghzadehsalmani          |
| +107 kg       | IRI Siamand Rahman  | EGY Amr Mosaad      | JOR Jamil Elshebli                  |

### Vrouwen
| Gewichtsklasse | Goud                 | Zilver                   | Brons                     |
| -------------- | -------------------- | ------------------------ | ------------------------- |
| -41 kg         | TUR Nazmiye Muratli  | CHN Zhe Cui              | INA Ni Nengah Widiasih    |
| -45 kg         | CHN Dandan Hu        | NGR Latifat Tijani       | GBR Zoe Newson            |
| -50 kg         | UKR Lidiia Soloviova | EGY Rehab Ahmed          | VIE Thi Linh Phuong Dang  |
| -55 kg         | MEX Amalia Perez     | NGR Esther Oyema         | CHN Cuijuan Xiao          |
| -61 kg         | NGR Lucy Ejike       | EGY Fatma Omar           | CHN Yan Yang              |
| -67 kg         | CHN Yujiao Tan       | KAZ Raushan Koishibayeva | EGY Amal Mahmoud          |
| -73 kg         | NGR Ndidi Nwosu      | FRA Souhad Ghazouani     | EGY Amany Ali             |
| -79 kg         | NGR Bose Omolayo     | CHN Lili Xu              | TPE Tzu-Hui Lin           |
| -86 kg         | EGY Randa Mahmoud    | JOR Tharwah Alhajaj      | MEX Catalina Diaz Vilchis |
| +86 kg         | NGR Josephine Orji   | POL Marzena Zieba        | NED Melaica Tuinfort      |

## Medaillespiegel
| Plaats | Land                                  | NPC | Goud | Zilver | Brons | Totaal |
| 1      | Vlag van Nigeria                      | NGR | 6    | 2      | 1     | 9      |
| 2      | Vlag van China                        | CHN | 3    | 6      | 3     | 12     |
| 3      | Vlag van Egypte                       | EGY | 3    | 4      | 3     | 10     |
| 4      | Vlag van Iran                         | IRI | 2    | 0      | 1     | 3      |
| 5      | Vlag van Mexico                       | MEX | 1    | 0      | 2     | 3      |
| 6      | Vlag van Griekenland                  | GRE | 1    | 0      | 1     | 2      |
| 6      | Vlag van Vietnam                      | VIE | 1    | 0      | 1     | 2      |
| 8      | Vlag van Turkije                      | TUR | 1    | 0      | 0     | 1      |
| 8      | Vlag van Verenigde Arabische Emiraten | UAE | 1    | 0      | 0     | 1      |
| 8      | Vlag van Oekraïne                     | UKR | 1    | 0      | 0     | 1      |
| 11     | Vlag van Jordanië                     | JOR | 0    | 2      | 1     | 3      |
| 12     | Vlag van Verenigd Koninkrijk          | GBR | 0    | 1      | 1     | 2      |
| 13     | Vlag van Brazilië                     | BRA | 0    | 1      | 0     | 1      |
| 13     | Vlag van Frankrijk                    | FRA | 0    | 1      | 0     | 1      |
| 13     | Vlag van Irak                         | IRQ | 0    | 1      | 0     | 1      |
| 13     | Vlag van Kazachstan                   | KAZ | 0    | 1      | 0     | 1      |
| 13     | Vlag van Polen                        | POL | 0    | 1      | 0     | 1      |
| 18     | Vlag van Hongarije                    | HUN | 0    | 0      | 1     | 1      |
| 18     | Vlag van Indonesië                    | INA | 0    | 0      | 1     | 1      |
| 18     | Vlag van Mongolië                     | MGL | 0    | 0      | 1     | 1      |
| 18     | Vlag van Nederland                    | NED | 0    | 0      | 1     | 1      |
| 18     | Vlag van Chinees Taipei               | TPE | 0    | 0      | 1     | 1      |
| 18     | Vlag van Oezbekistan                  | UZB | 0    | 0      | 1     | 1      |

New York & Stoke Mandeville 1984 ·
Seoel 1988 ·
Barcelona 1992 ·
Atlanta 1996 ·
Sydney 2000 ·
Athene 2004 ·
Peking 2008 ·
Londen 2012 ·
Rio de Janeiro 2016 ·
Tokio 2020 ·
Parijs 2024 ·
Los Angeles 2028
Atletiek · Bankdrukken · Basketbal · Blindenvoetbal · Boogschieten · Boccia · CP-voetbal · Goalball · Judo · Kanovaren · Paardensport · Roeien · Rugby · Schermen · Schietsport · Tafeltennis · Tennis · Triatlon · Volleybal · Wielersport · Zeilen · Zwemmen